# Heimito von Doderer

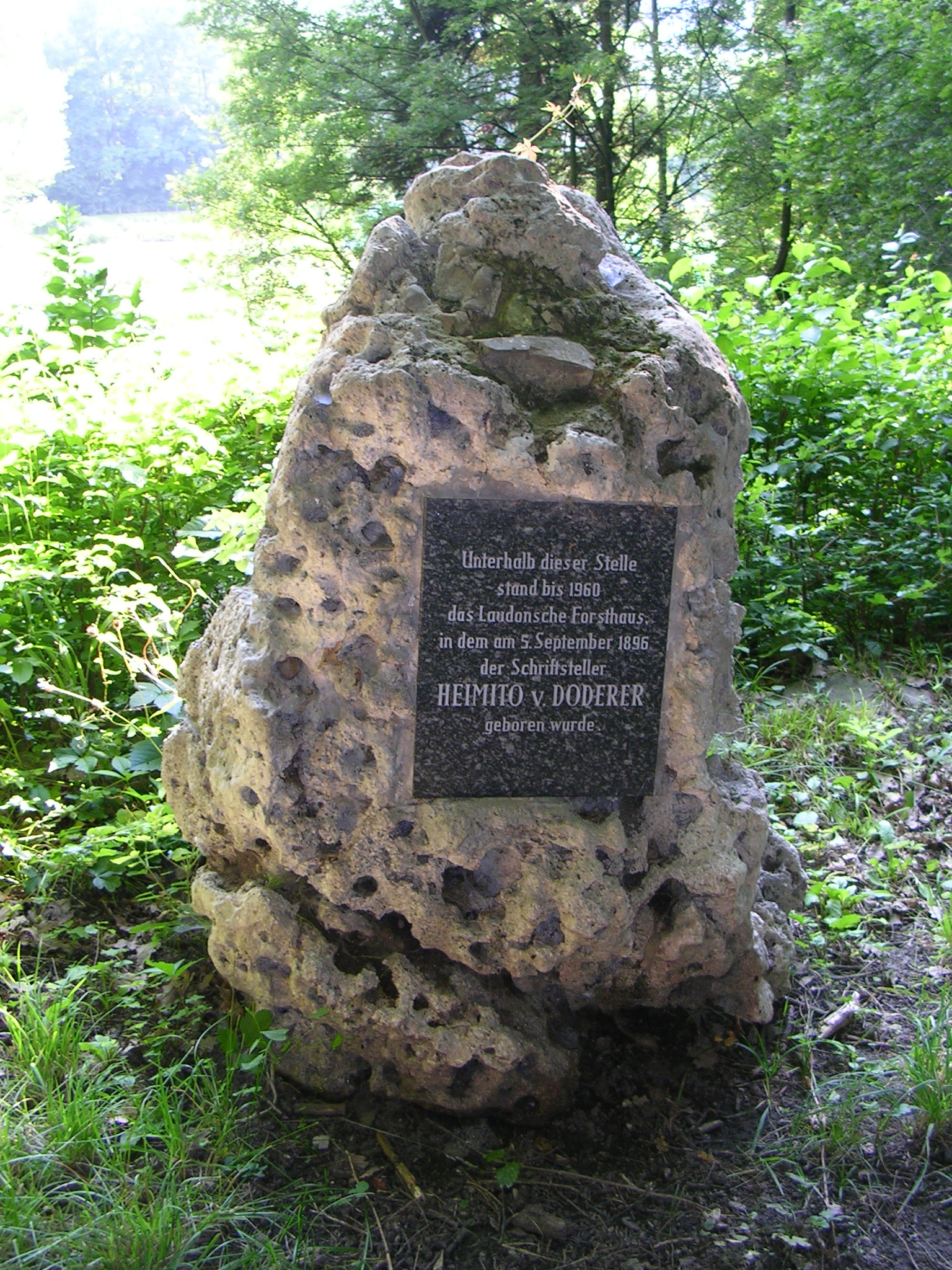
Minnessten på platsen för Heimito von Doderers födelsehus.

Franz Carl Heimito Ritter von Doderer, född 5 september 1896 i Hadersdorf-Weidlingau, idag en del av Wien, död 23 december 1966 i Wien, var en österrikisk författare. Han debuterade som lyriker 1923. Hans mest kända verk är romanen Die Strudlhofstiege (1951), hans omfångsrikaste Die Dämonen (1956). Inget av honom har ännu översatts till svenska (2014).

## Liv
Heimito von Doderers föräldrar var arkitekten och ingenjören Wilhelm Carl von Doderer och Wilhelmine (Willy). Den ärftliga adelstiteln förlänades år 1877 Doderers farfar, arkitekten och professorn Carl Wilhelm Christian Ritter von Doderer (1825–1900). Med en förmögenhet på runt 12 miljoner österrikiska kronor, räknades familjen till dubbelmonarkins rikaste. Denna förmögenhet minskade emellertid kraftigt under loppet av första världskriget genom ett kontinuerligt tecknande av österrikiska krigsobligationer. 
Tillsammans med privatläraren Albrecht Reif gjorde Doderer redan som ung sina första homoerotiska erfarenheter. Vid samma tid fick han även erfarenhet av flickor och kvinnor och gjorde besök på bordeller. I hela sitt liv hade författaren utöver sin bisexuella läggning även en utpräglad böjelse för sadomasochism. Detta återspeglas upprepade gånger i hans verk.
Doderer deltog i första världskriget och befann sig från det han var 20 år (1916-1920) i rysk krigsfångenskap. Han studerade därefter historia och blev filosofie doktor 1925. 1933 blev han medlem av det Nationalsocialistiska tyska arbetarepartiet. Han var officer i tyska flygvapnet under andra världskriget.